# WWE Bad Blood
Pour les articles homonymes, voir Bad Blood.

Logo de Bad Blood 2004.

WWE Bad Blood (à l'origine Badd Blood) était un pay-per-view de catch de la World Wrestling Entertainment qui se déroulait habituellement en juin et était le successeur du King of the Ring. En 2003 et 2004, il était exclusif à la division RAW. Bad Blood s'est déroulé pour la première fois en 1997, intitulé In Your House: Bad Blood et a eu lieu le 5 octobre. Le PPV est connu pour avoir introduit le Hell in a Cell match, d'ailleurs tous les main-events de Bad Blood ont été des Hell in a Cell, ce qui fait que encore aujourd'hui, Bad Blood est le show ayant connu le plus de Hell in a Cell. Le pay-per-view était retiré en 2005 au profit de One Night Stand qui l'a remplacé quand Vengeance déménageait en juin et The Great American Bash en juillet.

## Historique deBad Blood
|  | Pay-per-view exclusif à RAW |

| # | Événement                 | Date           | Ville                      | Lieu             | Main Event | Spectateurs |
| - | ------------------------- | -------------- | -------------------------- | ---------------- | --- | ----------- |
| 1 | Badd Blood: In Your House | 5 octobre 1997 | St. Louis, Missouri        | Kiel Center      | Shawn Michaels vs The Undertaker Dans Le tout premier Hell in a Cell Match                                                    | 21 151      |
| 2 | Bad Blood (2003)          | 15 juin 2003   | Houston, Texas, États-Unis | Compaq Center    | Triple H vs Kevin Nash (avec Mick Foley en tant qu'arbitre spécial) dans un Hell in a Cell                                    | 10 000      |
| 3 | Bad Blood (2004)          | 13 juin 2004   | Columbus, Ohio, États-Unis | Nationwide Arena | Triple H vs Shawn Michaels dans un Hell in a Cell                                                                             | 9 000       |
| 4 | Bad Blood (2024)          | 5 octobre 2024 | Atlanta, Géorgie           | State Farm Arena | Cody Rhodes et Roman Reigns vs The Bloodline (Solo Sikoa et Jacob Fatu) (avec Tama Tonga et Tonga Loa) dans un Tag Team match | 16 092      |